# John S. Mosby

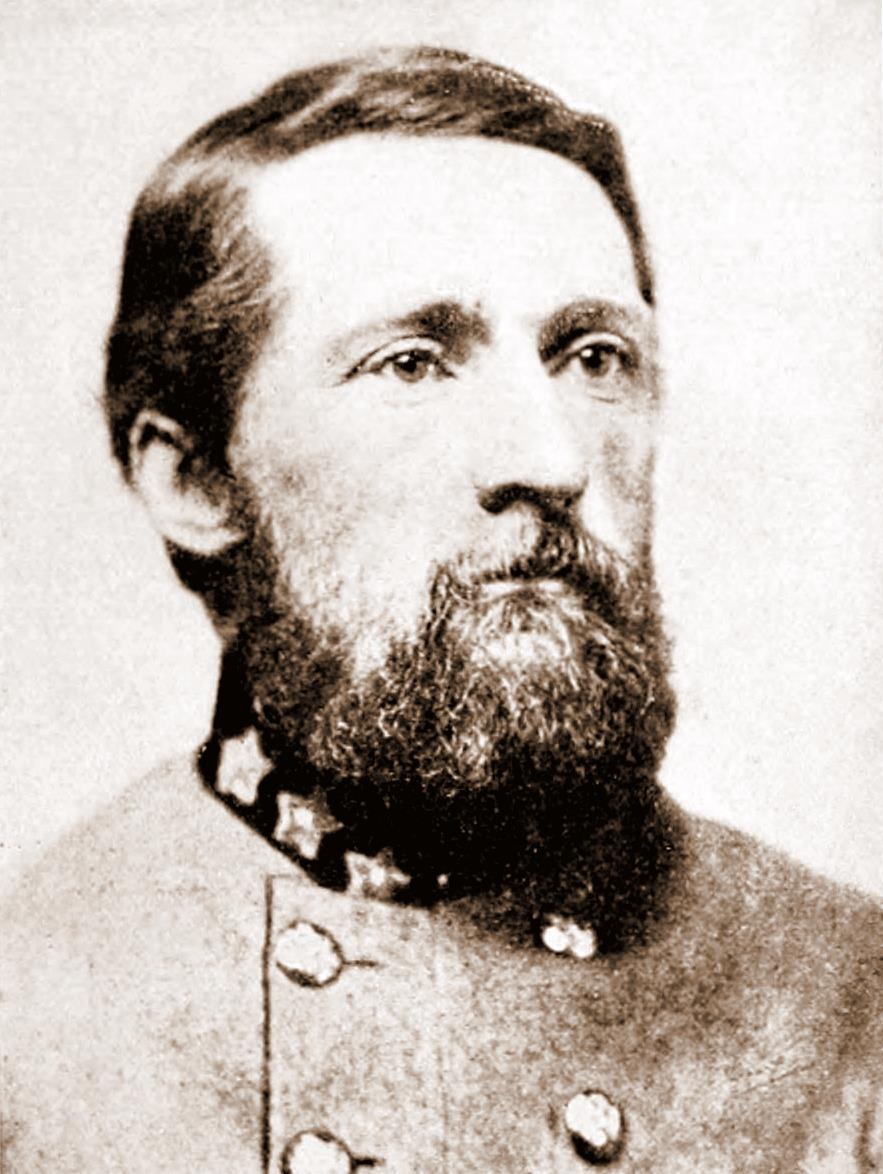
John Singleton Mosby

John Singleton Mosby (* 6. Dezember 1833 in Powhatan County (Virginia); † 30. Mai 1916 in Washington, D.C.) war Oberst im Konföderierten Heer während des Amerikanischen Bürgerkrieges, Jurist und Politiker der Republikanischen Partei. Wegen seiner waghalsigen Angriffe auf Unionstruppen, die er oft ohne oder trotz der Order seiner Vorgesetzten durchführte, erlangte er in der Armee großes Ansehen und wurde als The Gray Ghost (der Graue Geist) bekannt.

## Kindheit und Jugend
John S. entstammte einer alten englischen Familie. Der amerikanische Zweig der Mosbys stammte von Richard Mosby ab, der 1600 in England geboren wurde, und sich später in Nordamerika niederließ.
Sein Vater war Alfred Daniel Mosby, seine Mutter war Virginny Mosby (geb. McLaurine).
Als Kind und Jugendlicher wurde er wegen seiner körperlichen Schwäche und geringen Körpergröße von Altersgenossen ständig schikaniert und misshandelt. Da seine Familie oft den Wohnort wechselte, besuchte er mehrere Schulen. Diese Jahre waren für Mosby belastend, doch mit der Zeit lernte er seinen Willen durchzusetzen und sich gegen seine älteren Schulkameraden zur Wehr zu setzen. 1849 begann er ein Studium der Klassischen Lehren an der University of Virginia. Er hatte ausgezeichnete Noten in Latein, Altgriechisch und Literatur, doch zeigte er mangelndes Interesse an Mathematik. Er war weiters Mitglied der Washington Literary Society und Debating Union.
Während des Studiums geriet Mosby in eine Auseinandersetzung mit George R. Turpin, dem Sohn eines Gastwirts. Dieser hatte sich immer wieder herablassend über Mosby und andere Studenten geäußert und einige seiner Freunde angegriffen. Als Mosby Turpin einen Brief schrieb, in dem er ihn aufforderte, sein Verhalten zu erklären (was bei jungen Südstaatlern als Ehrenhandlung üblich war), drohte Turpin Mosby an, ihn bei ihrer nächsten Begegnung zu verprügeln. Daraufhin traf sich Mosby mit dem Rivalen und es kam zu einer heftigen körperlichen Auseinandersetzung. Mosby hatte eine Waffe bei sich, von der er zwar Gebrauch machte, Turpin aber nicht tötete. Mosby wurde daraufhin verhaftet und noch vor seiner Verhandlung von der Universität verwiesen. Noch während er seine Haftstrafe absaß, lernte er den Staatsanwalt William J. Robertson kennen. Dieser erweckte bei dem jugendlichen Mosby ein Interesse an Rechtswissenschaften, woraufhin er beschloss, Jura zu studieren.

## Karriere und Privatleben
Mosby wurde 1854 aus dem Gefängnis entlassen und beendete sein Jurastudium. Er arbeitete zunächst in der Kanzlei von Robertson und eröffnete danach seine eigene Anwaltskanzlei in Howardsville. Dort lernte er seine zukünftige Ehefrau Pauline Clarke kennen. Ihr Vater war ebenfalls Anwalt und politisch tätig. Obwohl Mosby gläubiger Methodist und Pauline katholisch war, heirateten beide am 30. Dezember 1857 in Nashville und zogen nach einem Jahr nach Bristol (Virginia). Das Paar hatte drei Kinder.

## Sezessionskrieg

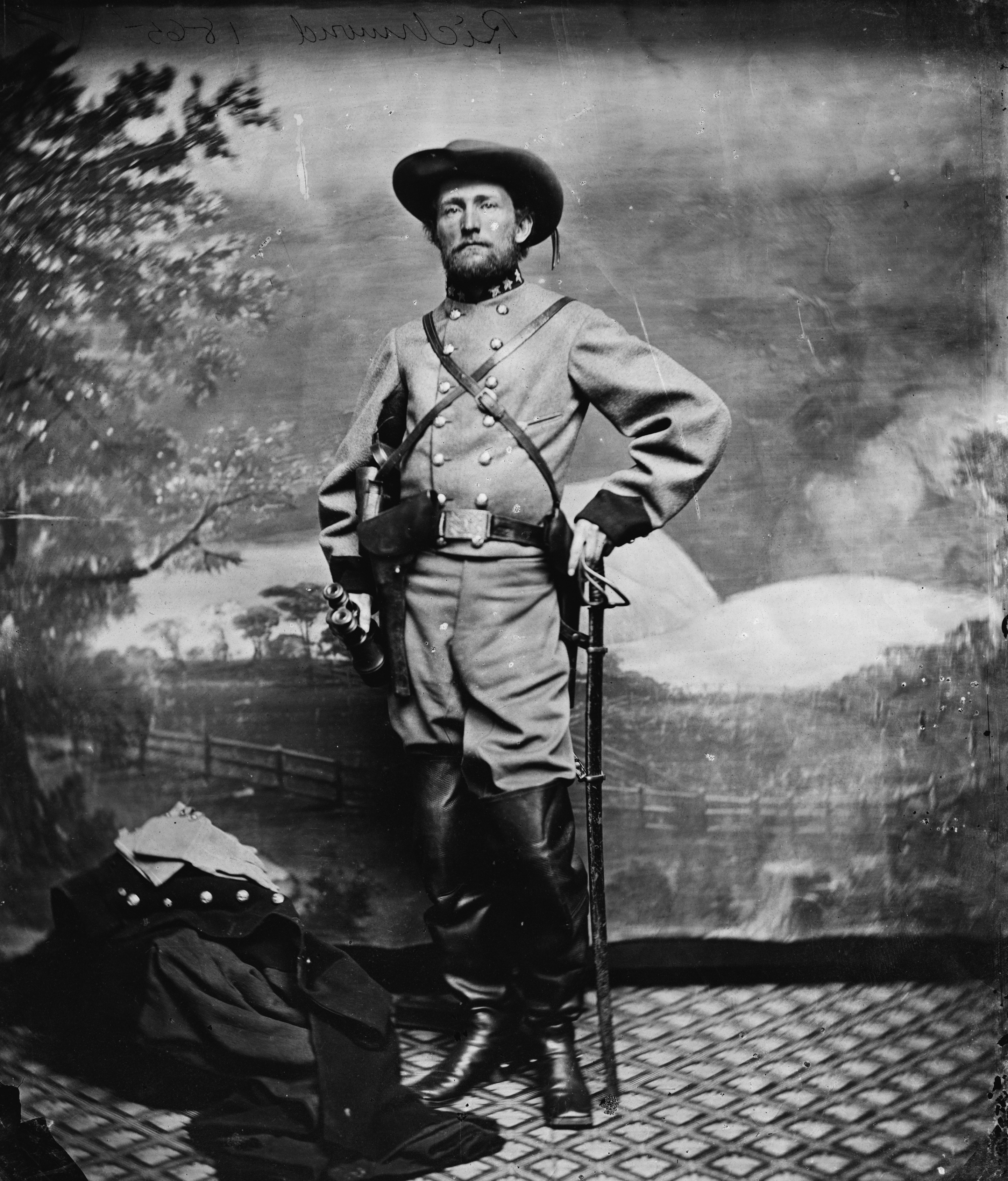
Mosby im Rang eines Oberst

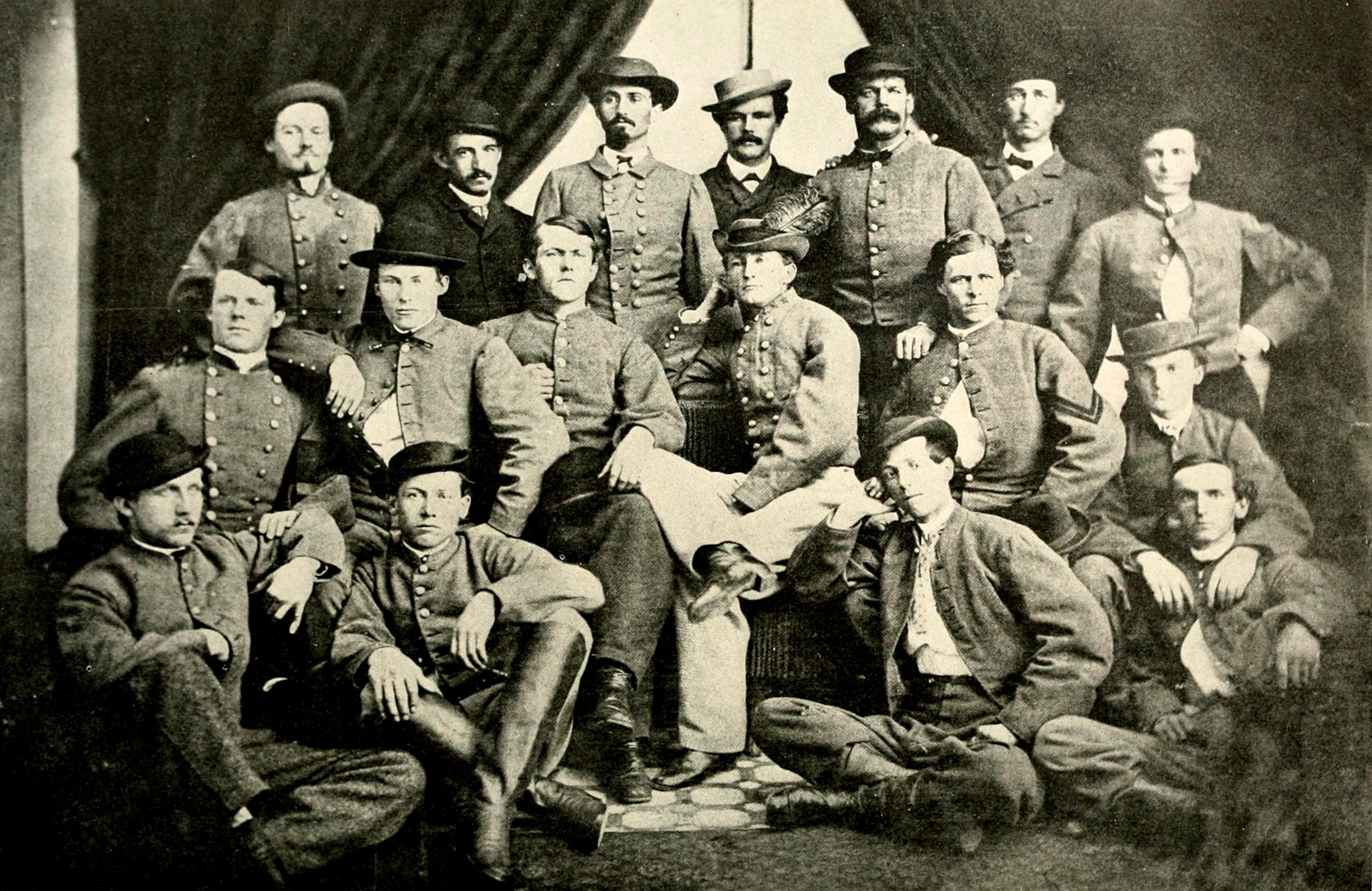
Gruppenbild der Mosby Rangers (oben von links nach rechts): Lee Herverson, Ben Palmer, John Puryear, Tom Booker, Norman Randolph, Frank Raham, Mitte: Robert Blanks Parrott, John Troop, John W. Munson, John S. Mosby, Newell, Neely, Quarles, unten: Walter Gosden, Harry T. Sinnott, Butler, Gentry.

Obwohl Mosby nie ein Befürworter der Sklaverei gewesen war, fühlte er sich dennoch seiner Heimatregion, den Südstaaten verbunden und sah es als seine Pflicht an ihnen als Soldat zu dienen, ganz gleich ob die aktuelle Politik seines Landes auch seinen inneren Überzeugungen entsprach. Nach Ausbruch des Bürgerkrieges wurde Mosby 1861 als Private der Infanterie gemustert und den Virginian Volunteers unter Major William Jones zugeteilt. Diese Einheit nahm an der für die Südstaaten siegreichen Schlacht bei Manassas teil. Noch im selben Jahr erkannte man seine Führungsqualitäten und er wurde als Offizier im Rang eines 1st Lieutenant zu einer Kavallerie-Einheit versetzt. Diese hatte Späh- und Aufklärungseinsätze durchzuführen, er selbst geriet aber schon nach kurzer Zeit in Gefangenschaft und für 10 Tage im Washingtoner Old Capitol Prison festgesetzt. In dieser Zeit erwies er sich als versierter Beobachter und Spion. Nach seiner Rückkehr informierte er General Robert E. Lee persönlich über die von ihm in Erfahrung gebrachte Truppenbewegungen im Norden. 1863 wurde Mosby Kommandeur des 43rd Virginia Cavalary Partisan Rangers Battalion. Noch im selben Jahr wurde er zum Hauptmann, danach zum Major, 1864 zum Oberstleutnant und schließlich zum Oberst befördert.
Allgemein bekannt wurde Colonel Mosby aber vor allem wegen seines gewagten Überfalles auf eine weit hinter den Linien, bei Fairfax Courthouse (Virginia), stationierte Unionseinheit. Im März 1863 gelang es seiner Truppe während dieses Husarenstückes 30 Unionssoldaten, zwei Unteroffiziere und drei hochrangige Offiziere zu entführen, darunter den Brigadegeneral Edwin Stoughton. Als Mosby den schlafenden General aus dem Schlaf riss, soll Stoughton erstaunt gefragt haben:
„Wissen Sie wer ich bin?“. Mosby erwiderte mit der Gegenfrage: „Wissen Sie wer Mosby ist?“. „Ja, kennen Sie diesen Schurken?“. „Der Schurke hat sie gerade gefangen genommen!“. 
Mosbys Einheit konnte neben den Gefangenen auch noch 58 Pferde wegführen, dies alles ohne auch nur einen einzigen Schuss abgegeben zu haben. Als Präsident Abraham Lincoln von Stoughtons Gefangennahme erfuhr, kommentierte er sie angeblich mit folgenden Wortlaut: 
„Sehr bedauerlich, ich kann zwar Generäle machen, aber Pferde nicht“.
Die Angriffe (Raids) von Mosbys Einheit auf Unionstruppen und Versorgungslager dauerten bis ins Jahr 1864 an. General Ulysses S. Grant schlug deswegen vor, alle diejenigen gefangenen Soldaten, die unter Mosby gedient hatten, ohne Kriegsgerichtsurteil zu hängen. Obwohl man den davon betroffenen Männern zusicherte sie am Leben zu lassen, falls sie Mosbys Unterschlupf preisgeben würden, ging niemand auf dieses Angebot ein. Dies hatte zur Folge, dass General Robert E. Lee und Kriegsminister James Seddon Mosby den Befehl erteilten, zur Vergeltung sieben gefangene Unionssoldaten hinzurichten. Zwei konnten vorher fliehen, einer wurde wegen seines Alters begnadigt, die übrigen wurden vor ein Erschießungskommando gestellt, wovon zwei allerdings ihre Hinrichtung überlebten. Mosby verfasste daraufhin einen Brief an Unionsgeneral Philip Sheridan, in dem er ihm vorschlug, die Kriegsgefangenen auf beiden Seiten zukünftig mit mehr Milde zu behandeln. Man stimmte dem Vorschlag zu und Hinrichtungen wurden ab da unterlassen.
1865 war der Krieg für die Konföderation endgültig verloren, doch auch nach General Robert E. Lees offizieller Kapitulation weigerte Mosby sich mit seiner Einheit der Unionsarmee zu stellen. Um seiner Truppe doch noch ein ehrenhaftes Ende zu ermöglichen, entband er seine Soldaten von ihrer Pflicht und löste die Einheit auf.

## Nachkriegszeit
Mosbys spätere Aktivitäten brachten dem legendären Kriegshelden, auch unter seinen ehemaligen Kameraden, nur wenig Sympathien ein. Seine politische Karriere sah er als Kontinuität seiner soldatischen Pflichten, wenngleich diese in vielen Hinsichten im Gegensatz zueinander standen. Er engagierte sich nach dem Krieg in der Republikanischen Partei und war ein Vertrauter von Präsident Ulysses S. Grant. Diese Freundschaft sollte für ihn bald zu einem Problem werden, denn der Präsident war im Sezessionskrieg bis zum Oberkommandierenden der Unionsarmee aufgestiegen. Mosby galt deswegen in den Augen vieler seiner Landsleute im Süden als Verräter. Er erhielt Morddrohungen und wurde deswegen als Konsul nach Hongkong entsandt, später arbeitete er wieder als Anwalt in San Francisco. In dieser Zeit wurde Mosby auch ein enger Freund der Familie Patton, den Eltern von General George S. Patton. John Mosby starb in Washington D. C. im Alter von 82 Jahren und wurde anschließend auf dem Warrenton Cemetery in Warrenton, Virginia beigesetzt.